# Berat Özdemir
Berat Özdemir (Kayseri, 23 de mayo de 1998) es un futbolista turco que juega en la demarcación de centrocampista para el Estambul Başakşehir F. K. de la Superliga de Turquía.

## Selección nacional
Tras jugar en distintas categorías inferiores de la selección, el 8 de octubre de 2021 hizo su debut con la selección de fútbol de Turquía en un encuentro de clasificación para la Copa Mundial de Fútbol de 2022 contra Noruega que finalizó con un resultado de empate a uno tras el gol de Kerem Aktürkoğlu para Turquía, y de Kristian Thorstvedt para Noruega.

## Clubes
| Club                               | País           | Año       | Partidos | Goles |
| ---------------------------------- | -------------- | --------- | -------- | ----- |
| Hacettepe S. K. (cedido)           | Turquía        | 2017-2018 | 38       | 2     |
| Gençlerbirliği S. K.               | Turquía        | 2018-2021 | 59       | 5     |
| Trabzonspor                        | Turquía        | 2021-2022 | 60       | 1     |
| Ettifaq F. C.                      | Arabia Saudita | 2022-2023 | 31       | 1     |
| Trabzonspor (cedido)               | Turquía        | 2023-2024 | 39       | 1     |
| Estambul Başakşehir F. K. (cedido) | Turquía        | 2024-     | 42       | 0     |

## Palmarés

### Títulos nacionales
| Título               | Club        | País    | Año  |
| -------------------- | ----------- | ------- | ---- |
| Supercopa de Turquía | Trabzonspor | Turquía | 2020 |
| Superliga de Turquía | Trabzonspor | Turquía | 2022 |
| Supercopa de Turquía | Trabzonspor | Turquía | 2022 |